# Flashback (album)
 For alternative betydninger, se Flashback (flertydig). (Se også artikler, som begynder med Flashback)
Flashback er et album fra 2008 udgivet af svenske sanger Darin.

## Tracklisten
1. Breathing Your Love (ft. Kat DeLuna) 3:53 (Darin/Bilal Hajji/Novel/Red One)
2. Seasons Fly 3:02 (Linda Sundblad/Johan "JB" Bobäck/Darin)
3. Road Trip 4:45 (Ilya S/David Jassy/Darin)
4. Dance 3:33 (A. Curtis/Darin/J Gill/S. Gill)
5. Karma 3:57 (Ilya S/David Jassy)
6. Flashback 3:56 (Stefan Gräslund/Darin/David Jassy/Magnus Wallbert)
7. Strobelight 3:48 (Darin/David Jassy/Magnus Wallbert/Stefan Gräslund)
8. Girl Next Door 3:11 (Darin/Bilal Hajji/RedOne/Novel)
9. Runaway 3:02 (David Jassy/Magnus Wallbert/Stefan Gräslund/Darin)
10. Paradise 3:59 (A. Curtis/Darin/J Gill/S. Gill)
11. See U At The Club 3:43 (Darin/RedOne/Novel/Bilal Hajji)
12. What If (Bonus Track) 3:34 (Niclas Molinder/D. Jassy/Joacim Persson/J. Alkenäs)